# Francisco Javier Ruiz Bonilla
Francisco Javier Ruiz Bonilla   (Almeria, 15 de març de 1980), conegut com a Javi Ruiz, (Almeria, 15 de març del 1980) és un exfutbolista andalús que jugava com a porter. Posteriorment ha fet d'entrenador de porters.

## Carrera esportiva
Nascut a Almeria, es va formar a Barcelona, fitxat pel Barça, i va jugar a les categories inferiors com FC Barcelona C, FC Barcelona B. La temporada 2001-2002 va ser cedit al Gimnàstic de Tarragona. La temporada següent va ser cedit a la UD Almería i el 2004 al CF Badalona.
El 2006 va fitxar per la UE Sant Andreu, on va ser porter titular de l'equip. El 2007-2008 va tornar a Almeria però jugat amb l'AD Adra, però només va estar-hi uns mesos, atès que el mateix 2008 va fitxar pel RCD Espanyol, interessat en trobar un portar a causa de la lesió d'Iñaki Lafuente. Va romandre-hi dues temporades fins que va passar al Poli Ejido. La temporada 2011-2012 va jugar amb el CD Roquetas.
Posteriorment va fer un màster en preparació de porters de la Federació Espanyola de Futbol i s'ha dedicat professionalment a aquesta activitat a la segona divisió de Bèlgica, si bé el centre pertany a l'Aspire Academy de Qatar. El 2021 va fitxar com a entrenador de porters del Club Sportif Sfaxien, en la primera divisió de Tunis.